# Stortjärnen (Sorsele socken, Lappland, 726143-156966)
Stortjärnen är en sjö i Sorsele kommun i Lappland och ingår i Umeälvens huvudavrinningsområde. Sjön har en area på 0,0793 kvadratkilometer och ligger 425,2 meter över havet.

## Delavrinningsområde
Stortjärnen ingår i det delavrinningsområde (726254-156946) som SMHI kallar för Inloppet i Geristräsket. Medelhöjden är 477 meter över havet och ytan är 12,25 kvadratkilometer. Räknas de 5 avrinningsområdena uppströms in blir den ackumulerade arean 37,47 kvadratkilometer. Harrträskbäcken som avvattnar avrinningsområdet har biflödesordning 4, vilket innebär att vattnet flödar genom totalt 4 vattendrag innan det når havet efter 320 kilometer. Avrinningsområdet består mestadels av skog (93 procent). Avrinningsområdet har 0,4 kvadratkilometer vattenytor vilket ger det en sjöprocent på 3,3 procent.